# سرخس برگ بیدی
سرخس برگ بیدی(نام علمی: Pteris umbrosa) نام یک گونه از تیره پرسرخسیان است.